# Обратная матрица
Обра́тная ма́трица — такая матрица {\displaystyle A^{-1}}, при умножении которой на исходную матрицу {\displaystyle A} получается единичная матрица {\displaystyle E}:
{\displaystyle AA^{-1}=A^{-1}A=E.}
Обратную матрицу можно определить как:
{\displaystyle A^{-1}={\frac {{\mbox{adj}}A}{|A|}},}
где {\displaystyle {\mbox{adj}}A} — соответствующая присоединённая матрица,
{\displaystyle |A|} — определитель матрицы {\displaystyle A}.
Из этого определения следует критерий обратимости: матрица обратима тогда и только тогда, когда она невырождена, то есть её определитель не равен нулю. Для неквадратных матриц и вырожденных матриц обратных матриц не существует. Однако возможно обобщить это понятие и ввести псевдообратные матрицы, похожие на обратные по многим свойствам.

## Свойства обратной матрицы
Пусть квадратные матрицы {\displaystyle A,~B} — невырожденные. Тогда:
- Если {\displaystyle A} обратима, то {\displaystyle A^{-1}} единственна.
- {\displaystyle {\bigl (}A^{-1}{\bigr )}^{-1}=A}
- {\displaystyle \det A^{-1}={\frac {1}{\det A}}}, где {\displaystyle \det } обозначает определитель.
- {\displaystyle (AB)^{-1}=B^{-1}A^{-1}}
- {\displaystyle (A^{T})^{-1}=(A^{-1})^{T}}, где {\displaystyle T} обозначает операцию транспонирования.
- {\displaystyle (kA)^{-1}=k^{-1}A^{-1}} для любого коэффициента {\displaystyle k\not =0}.
- {\displaystyle E^{-1}=E}.
- Пусть необходимо решить систему линейных уравнений {\displaystyle Ax=b}, где {\displaystyle x} — искомый вектор, {\displaystyle b} — ненулевой вектор. Если {\displaystyle A^{-1}} существует, то {\displaystyle x=A^{-1}b}. В противном случае либо размерность пространства решений больше нуля, либо их нет вовсе.
- {\displaystyle \left({A}-{B}\right)^{-1}={A}^{-1}+{A}^{-1}{B}\left({A}-{B}\right)^{-1},}
- {\displaystyle \left({A}+{B}\right)^{-1}=\left({I}+{A}^{-1}{B}\right)^{-1}{A}^{-1},}
- {\displaystyle \left({A}-{B}\right)^{-1}=\sum _{k=0}^{\infty }\left({A}^{-1}{B}\right)^{k}{A}^{-1}.}

## Способы нахождения обратной матрицы
Если матрица обратима, то для нахождения обратной матрицы можно воспользоваться одним из следующих способов:

### Точные (прямые) методы

#### Метод Жордана—Гаусса
Возьмём две матрицы: саму {\displaystyle A} и единичную матрицу {\displaystyle E}. Приведём матрицу {\displaystyle A} к единичной методом Гаусса—Жордана, применяя преобразования по строкам (можно также применять преобразования и по столбцам). После применения каждой операции к первой матрице применим ту же операцию ко второй. Когда приведение первой матрицы к единичному виду будет завершено, вторая матрица окажется равной {\displaystyle A^{-1}}.
При использовании метода Гаусса первая матрица будет умножаться слева на одну из элементарных матриц {\displaystyle \Lambda _{i}} (трансвекцию или диагональную матрицу с единицами на главной диагонали, кроме одной позиции):
{\displaystyle \Lambda _{1}\cdot \dots \cdot \Lambda _{n}\cdot A=\Lambda A=E\Rightarrow \Lambda =A^{-1}.}
{\displaystyle \Lambda _{m}={\begin{bmatrix}1&\dots &0&-a_{1m}/a_{mm}&0&\dots &0\\&&&\dots &&&\\0&\dots &1&-a_{m-1m}/a_{mm}&0&\dots &0\\0&\dots &0&1/a_{mm}&0&\dots &0\\0&\dots &0&-a_{m+1m}/a_{mm}&1&\dots &0\\&&&\dots &&&\\0&\dots &0&-a_{nm}/a_{mm}&0&\dots &1\end{bmatrix}}.}
Вторая матрица после применения всех операций станет равна {\displaystyle \Lambda }, то есть будет искомой. Сложность алгоритма — {\displaystyle O(n^{3})}.

#### С помощью матрицы алгебраических дополнений
Матрица, обратная матрице {\displaystyle A}, представима в виде:
{\displaystyle {A}^{-1}={{{\mbox{adj}}(A)} \over {\det(A)}},}
где {\displaystyle {\mbox{adj}}(A)} — присоединенная матрица (матрица, составленная из алгебраических дополнений для соответствующих элементов транспонированной матрицы).
Сложность алгоритма зависит от сложности {\displaystyle O_{\det }} алгоритма расчета определителя и равна {\displaystyle O(n^{2})\cdot O_{\det }}.

#### Использование LU- или LUP-разложения
Матричное уравнение {\displaystyle AX=I_{n}} для обратной матрицы {\displaystyle X} можно рассматривать как совокупность {\displaystyle n} систем вида {\displaystyle Ax=b}. Обозначим {\displaystyle i}-й столбец матрицы {\displaystyle X} через {\displaystyle X_{i}}; тогда {\displaystyle AX_{i}=e_{i}}, {\displaystyle i=1,\ldots ,n}, поскольку {\displaystyle i}-м столбцом матрицы {\displaystyle I_{n}} является единичный вектор {\displaystyle e_{i}}. Иными словами, нахождение обратной матрицы сводится к решению {\displaystyle n} уравнений с одной матрицей и разными правыми частями. Решение этих уравнений может быть упрощено с помощью LU- или LUP-разложения матрицы {\displaystyle A}. После выполнения LUP-разложения за время {\displaystyle O(n^{3})} на решение каждого из {\displaystyle n} уравнений нужно время {\displaystyle O(n^{2})}, так что и этот алгоритм требует времени {\displaystyle O(n^{3})}.
Матрицу, обратную к заданной невырожденной матрице {\displaystyle A}, можно также вычислить непосредственно с помощью матриц, полученных в результате разложения.
Результатом LUP-разложения матрицы {\displaystyle A} является равенство {\displaystyle PA=LU}. Пусть {\displaystyle PA=B}, {\displaystyle B^{-1}=D}. Тогда из свойств обратной матрицы можно записать: {\displaystyle D=U^{-1}L^{-1}}. Если умножить это равенство на {\displaystyle U} и {\displaystyle L} то можно получить два равенства вида {\displaystyle UD=L^{-1}} и {\displaystyle DL=U^{-1}}. Первое из этих равенств представляет собой систему из {\displaystyle n^{2}} линейных уравнений, для {\displaystyle n(n+1)/2} из которых известны правые части (из свойств треугольных матриц). Второе также представляет систему из {\displaystyle n^{2}} линейных уравнений, для {\displaystyle n(n-1)/2} из которых известны правые части (также из свойств треугольных матриц). Вместе они представляют собой систему из {\displaystyle n^{2}} равенств. С их помощью можно рекуррентно определить все {\displaystyle n^{2}} элементов матрицы {\displaystyle D}. Тогда из равенства {\displaystyle (PA)^{-1}=A^{-1}P^{-1}=B^{-1}=D} получаем равенство {\displaystyle A^{-1}=DP}.
В случае использования LU-разложения ({\displaystyle A=LU}) не требуется перестановки столбцов матрицы {\displaystyle D}, но решение может разойтись даже если матрица {\displaystyle A} невырождена.
Сложность обоих алгоритмов — {\displaystyle O(n^{3})}.

### Итерационные методы
Матрицу {\displaystyle A^{-1}} можно вычислить с произвольной точностью в результате выполнения следующего итерационного процесса, называющегося методом Шульца и являющегося обобщением классического метода Ньютона:
{\displaystyle X_{k+1}=2X_{k}-X_{k}AX_{k}.}
Последовательность матриц {\displaystyle X_{k}} сходится к {\displaystyle A^{-1}} при {\displaystyle k\to \infty }. Существует также так называемый обобщённый метод Шульца, который описывается следующими рекуррентными соотношениями:
{\displaystyle {\begin{cases}\Psi _{k}=E-AX_{k},\\X_{k+1}=X_{k}\sum \limits _{i=0}^{n}\Psi _{k}^{i}.\end{cases}}}

#### Выбор начального приближения
Проблема выбора начального приближения {\displaystyle X_{0}} в рассматриваемых здесь процессах итерационного обращения матриц не позволяет относиться к ним как к самостоятельным универсальным методам, конкурирующими с прямыми методами обращения, основанными, например, на {\displaystyle LU}-разложении матриц. Имеются некоторые рекомендации по выбору {\displaystyle X_{0}}, обеспечивающие выполнение условия {\displaystyle \rho (\Psi _{0})<1} (спектральный радиус матрицы меньше единицы), являющегося необходимым и достаточным для сходимости итерационного процесса. Однако при этом, во-первых, требуется знать оценку сверху спектра обращаемой матрицы {\displaystyle A} либо матрицы {\displaystyle AA^{T}} (а именно, если {\displaystyle A} — симметричная положительно определённая матрица и {\displaystyle \rho (A)\leqslant \beta }, то можно взять {\displaystyle X_{0}={\alpha }E}, где {\displaystyle \alpha \in \left(0,2/\beta \right)}; если же {\displaystyle A} — произвольная невырожденная матрица и {\displaystyle \rho (AA^{T})\leqslant \beta }, то полагают {\displaystyle X_{0}={\alpha }A^{T}}, где также {\displaystyle \alpha \in \left(0,2/\beta \right)}; можно, конечно, упростить ситуацию и, воспользовавшись тем, что {\displaystyle \rho (AA^{T})\leqslant {\mathcal {k}}AA^{T}{\mathcal {k}}}, положить {\displaystyle X_{0}=A^{T}/\|AA^{T}\|}). Во-вторых, при таком задании начальной матрицы нет гарантии, что {\displaystyle \|\Psi _{0}\|} будет малой (возможно, даже окажется {\displaystyle \|\Psi _{0}\|>1}), и высокий порядок скорости сходимости обнаружится далеко не сразу.
Для метода Ньютона в качестве начального приближения можно выбрать {\displaystyle X_{0}=A^{H}/\left(||A||_{1}||A||_{\infty }\right)}, где верхний индекс {\displaystyle H} обозначает эрмитово сопряжение, {\displaystyle ||\cdot ||_{1}} и {\displaystyle ||\cdot ||_{\infty }} — соответствующие матричные нормы. Такое {\displaystyle X_{0}} вычисляется всего за {\displaystyle O(n^{2})} операций, где {\displaystyle n} — порядок матрицы, и обеспечивает сходимость алгоритма.

## Примеры

### Матрица 2 × 2
{\displaystyle \mathbf {A} ^{-1}={\begin{bmatrix}a&b\\c&d\\\end{bmatrix}}^{-1}={\frac {1}{\det \mathbf {A} }}{\begin{bmatrix}d&-b\\-c&a\\\end{bmatrix}}={\frac {1}{ad-bc}}{\begin{bmatrix}d&-b\\-c&a\\\end{bmatrix}}}.
Обращение матрицы 2 × 2 возможно только при условии, что {\displaystyle ad-bc=\det A\neq 0}.